# 実用理科技能検定
実用理科技能検定(じつようりかぎのうけんてい)は、日本理科検定協会が実施する理科技能の検定である。一般に理科検定または理検と呼ばれている。理科検定では、理科技能を①観察・実験技能、②計量・測定技能、③統計・検査技能、④比較・調査技能、⑤論理・表現技能と分類し、習得すべき理科の知識・技能を基礎の段階・応用の段階という二つの観点から評価を行っている。

## 沿革
平成２４年に日本理科学検定協会より理科検定事業を引き継ぎ日本理科検定協会が発足した。理科検定の普及を通じて理科教育の進展と生涯学習の発展を目的としている。

## 概要
理科検定には、階級別検定の理検STEPと到達度検定の理検SCOREがある。理検STEPは従来の階級ごとの検定であり、理検SCOREは到達した点数によって理検STEPの階級を取得できる検定である。理検SCOREはCBT(Computer Based Testing)に対応しておりPCでも受検が可能となっている。理科検定の受検者には合格証書が授与されるとともに、学習意欲を指標化した知の財産ＥＶが付与される。

### 受検資格
受検資格はない。年齢や学歴に関係なく受検できる。

### 合格基準
- 理検STEP

70％以上で合格、50％以上で準級合格となる。
- 理検SCORE

到達した点数によって理検STEPの階級を取得できる。

### 出題範囲
- 理科検定は、文部科学省の学習指導要領を反映した検定基準に基づいている。

#### 理検STEP
合格基準に基づいて合格証書が発行される。
- 1級（高校応用）

生物検定、化学検定・物理検定・地学検定と分かれており、高校教科書の生物・化学・物理・地学、（一部、大学専門範囲）から出題される。
- 2級（高校基礎）

生物検定・化学検定・物理検定・地学検定と分かれており、高校教科書の生物基礎・化学基礎・物理基礎・地学基礎、（一部、高校応用部分）から出題される。
- 3級（中学校3年生程度）

運動とエネルギー・生命・自然界・化学変化とイオン・電池・水溶液の性質・地球と宇宙・自然と科学技術・安全と安心等から出題される。
- 4級（中学校2年生程度）

化学変化・生物・電気・気象・安全と安心等から出題される。
- 5級（中学校1年生程度）

植物・物質・物理現象・地球の変化・安全と安心等から出題される。
- 6級（小学校6年生程度）

ものの燃焼・動物の活動・植物の活動・生物の生環境・地球の変化・水溶液の性質・てこ・電気の性質・安全と安心等から出題される。
- 7級（小学校5年生程度）

天気の変化・植物の特徴・生命の誕生・水のはたらき・電磁石・水溶液・振り子・安全と安心から出題される。
- 8級（小学校4年生程度）

季節と生き物・天気と気温・電池のはたらき・空気と水・星のようす・人の体・ものの温度・水のすがた・安全と安心等から出題される。
- 9級（小学校3年生程度）

自然の観察・植物を育てる・自然の様子・風や水のはたらき・太陽の動き・光のはたらき・ものの重さ・電気・磁石から出題される。
- 10級・11級（小学校2年生程度・小学校1年生程度）

人と植物・人と動物・食べ物・人と乗り物・地球と太陽・月と星から出題される。
※現在、9級 - 11級は理検STEPでは実施されていないため、理検SCOREで取得することになる。
※理検STEP2級以下はダブル受検（同一日に2種類の階級を受検すること）が可能である。理検STEP1級および理検SCOREはダブル受検不可。

#### 理検SCORE
到達した点数によって相対評価証書（保障期間２年）と理検STEPの合格証書が発行される。
- SCORE100（SCORE60共通）

SCORE100は1000点満点、SCORE60は600点満点。
| 点数               | 階級           |
| ------------------ | -------------- |
| 900点～（800点～） | １級（準１級） |
| 700点～（550点～） | ２級（準２級） |
| 400点～（350点～） | ３級（準３級） |
| 300点～（250点～） | ４級（準４級） |
| 200点～（150点～） | ５級（準５級） |
| 100点～            | ６級           |

- SCORE40

SCORE40は400点満点。
| 点数    | 階級   |
| ------- | ------ |
| 380点～ | 準５級 |
| 280点～ | ６級   |
| 200点～ | ７級   |
| 150点～ | ８級   |
| 70点～  | ９級   |

- SCORE30

SCORE30は300点満点。
| 点数    | 階級   |
| ------- | ------ |
| 280点～ | 準８級 |
| 200点～ | ９級   |
| 150点～ | １０級 |
| 70点～  | １１級 |

### 称号
以下の実用理科技能検定の取得者は、「理検Doctor」を称することができる。
- 理検Doctor A

２級(物理・化学・生物・地学)のうちから２科目取得者
- 理検Doctor AA

１級(物理・化学・生物・地学)、２級(物理・化学・生物・地学)のうちから１級を含む２科目取得者
※他教科の検定で2級以上に合格している場合も対象とする。
　 理検Doctor AAA
1級（物理・化学・生物・地学）の4科目取得者
　なお、AAA取得している理検Doctorは4名がいる。（2022年7月24日現在）